# Heikki Kinnunen

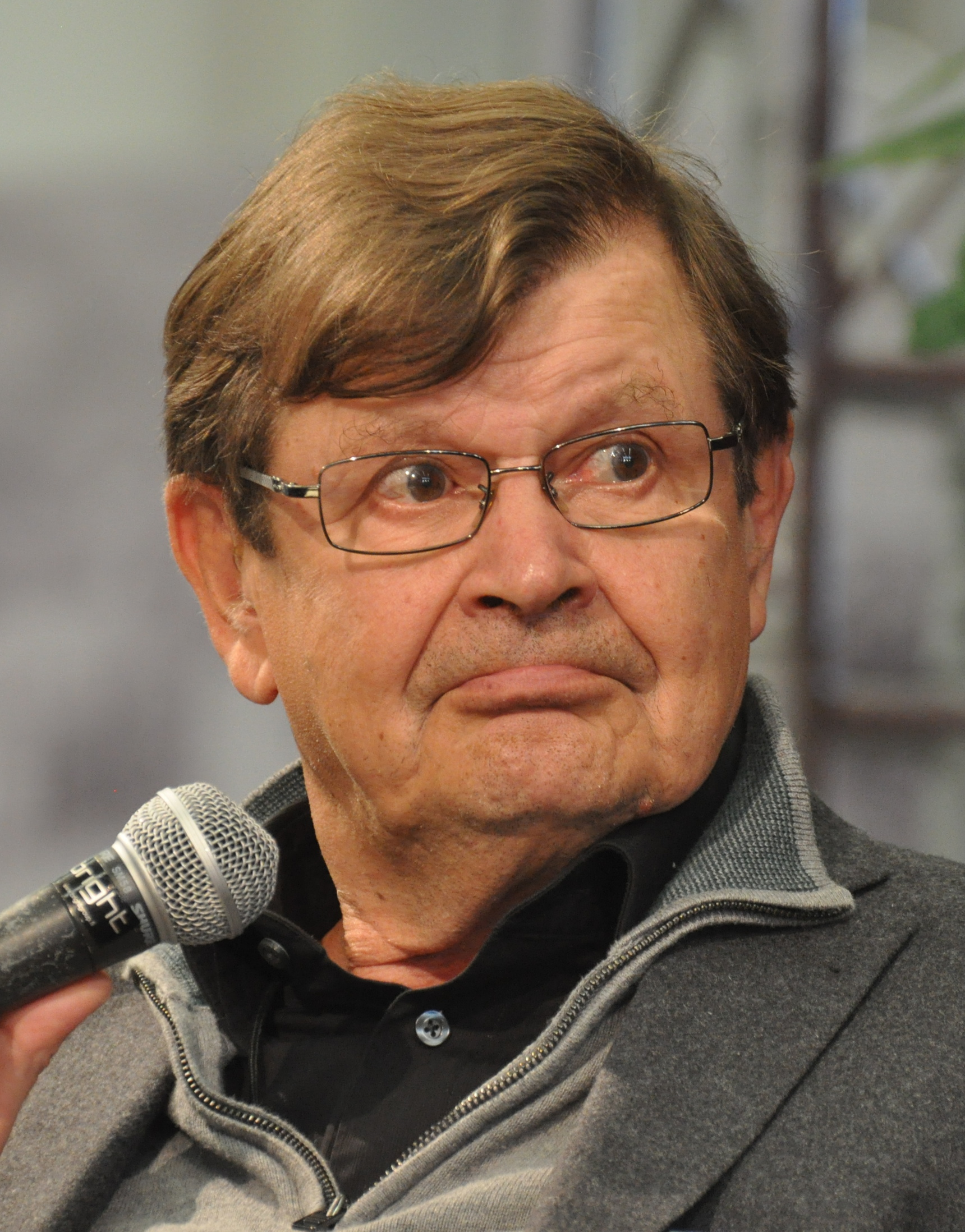
Heikki Kinnunen, 2016

Heikki Pentti Ilmari Kinnunen (* 8. April 1946 in Raahe) ist ein finnischer Schauspieler.

## Leben
Zu Beginn der 1970er Jahre hatte Kinnunen erste Auftritte im Comedy-Programm Ällitälli.
Kinnunen wurde speziell für seine Rollen in Filmen und Comedy-Serien bekannt. Er hat die Hauptrolle in Vääpeli-Körmy-Filme und spielte in fünf Uuno-Turhapuro-Filmen.
Kinnunen war in erster Ehe ab 1968 mit der Schauspielerin Rose-Marie Precht (1938–2000) verheiratet. Aus dieser Ehe stammt der gemeinsame Sohn, der Schauspieler Santeri Kinnunen. Von 1986 bis 2002 war er mit der finnischen Schauspielerin Satu Silvo (* 1962) verheiratet. Mit ihr hat er einen Sohn und eine Tochter.

## Russisch, bitte!
Dem deutschen Fernsehzuschauer dürfte Heikki Kinnunen vor allem durch die Sendung "Russisch, bitte!" bekannt sein. Es handelt sich dabei um einen 30-teiligen Russisch-Kurs des Telekolleg, in dem zuerst das kyrillische Alphabet, dann die russische Grammatik sowie der russische Grundwortschatz gelehrt wird. Die einzelnen Sendungen haben eine Länge von 30 Minuten und werden von Olga Barbian (von Heikki "Astrid" genannt) moderiert. Die deutsche Sendung besteht aus Zusammenschnitten finnischer Russischkurse des Fernsehsenders Yleisradio, in denen Kinnunen in den 1980er Jahren mitwirkte. Der deutsche Kurs entstand im Jahr 1990 und gibt so außerdem etwas Einblick in das Leben der Sowjetzeit.

## Filmografie
- 1967: Die Braut von Lapua (Lapualaismorsian)
- 1980: Eine fröhliche Fuhre (Za spichkami)
- 1985: Russisch, bitte! (Fernsehserie, 30 Folgen)
- 2018: Happier Times, Grump (Ilosia aikoja, Mielensäpahoittaja)
- 2022: Grump (Mielensäpahoittaja Eskorttia etsimässä)